# Ligeophila amazonica
Ligeophila amazonica är en orkidéart som beskrevs av Leslie Andrew Garay. Ligeophila amazonica ingår i släktet Ligeophila och familjen orkidéer. Inga underarter finns listade i Catalogue of Life.